# Sardijntje
Het sardijntje (Polydactylus virginicus) is een straalvinnige vis uit de familie van draadvinnigen (Polynemidae), orde baarsachtigen (Perciformes), die voorkomt in het noordwesten, het westen en het zuidwesten van de Atlantische Oceaan.

## Anatomie
Het sardijntje kan een maximale lengte bereiken van 32 centimeter. Er zijn acht stekels en 11 vinstralen in de rugvin en drie stekels en 12-14 vinstralen in de aarsvin.

## Leefwijze
Het sardijntje is een zout- en brakwatervis die voorkomt in een tropisch klimaat.  De soort is voornamelijk te vinden in ondiepe wateren (zoals mangroven, moerassen en ondergelopen grond). De diepte waarop de soort voorkomt is maximaal 55 meter onder het wateroppervlak.
Het dieet van de vis bestaat hoofdzakelijk uit dierlijk voedsel, waarmee het zich voedt door te jagen op macrofauna en vis.

## Relatie tot de mens
Het sardijntje is voor de visserij van beperkt commercieel belang. De soort komt niet voor op de Rode Lijst van de IUCN.